# Mathieua
Mathieua, monotipski rod lukovićastih geofita iz prodice zvanikovki. Jedina je vrsta M. galanthoides, peruanski endem izumro u divljini Nekada član tribusa Stenomesseae. 
Rod i vrsta opisani su 1853.

## Sinonimi
- Eucharis galanthoides (Klotzsch) Planch. & Linden
- Urceolina galanthoides (Klotzsch) Traub